# Nephele xylina
Nephele xylina är en fjärilsart som beskrevs av Rothschild och Jordan 1910. Nephele xylina ingår i släktet Nephele och familjen svärmare. Inga underarter finns listade i Catalogue of Life.